# 火之粉 (2016年電視劇)
《火之粉》（日语：／），為東海電視台製作，富士電視網「大人的六劇」，改編自作家雫井脩介的同名小說，自2016年4月2日至同年5月28日期間播映的連續劇，由中山裕介和優香主演。

## 播出日期
| 各話   | 播出日期      | 標題                                                      | 劇本     | 演出       |
| ------ | ------------- | --------------------------------------------------------- | -------- | ---------- |
| 第1話  | 4月2日        | 來自鄰家帶有善意的殺人者!?                                | 香坂隆史 | 森雅弘     |
| 第2話  | 4月9日        | 龜裂的家庭，下一個目標是誰！？                            | 香坂隆史 | 森雅弘     |
| 第3話  | 4月16日       | 令人震驚的告白!? 終於露出來了……善良的人笑容的另外一面！！ | 高橋悠也 | 竹村謙太郎 |
| 第4話  | 4月23日       | 全面對決 誰是真正的壞人……每個人都會受到考驗               | 高橋悠也 | 竹村謙太郎 |
| 第5話  | 4月30日       | 然後又有一個人消失了...                                   | 香坂隆史 | 森雅弘     |
| 第6話  | 5月8日（日）  | 惡魔的戀愛？邪魔者是Adios (即goodbye)！！                 | 香坂隆史 | 竹村謙太郎 |
| 第7話  | 5月14日       | 説教的房間！？我來教育你們                                | 高橋悠也 | 森雅弘     |
| 第8話  | 5月22日（日） | 反撃開始 王牌是「那個男人」                               | 香坂隆史 | 竹村謙太郎 |
| 最終話 | 5月28日       | 最後的晚餐 惡鄰居VS幸福家庭 惡魔終於決定了！？            | 香坂隆史 | 森雅弘     |

## 外部連結
- 火の粉 東海テレビ （页面存档备份，存于）
- 豆瓣电影上《火之粉》的資料 （简体中文）